# Lake Havasu City, Arizona
Lake Havasu City, Arizona là một thành phố thuộc quận Mohave trong tiểu bang Arizona, Hoa Kỳ. Thành phố có diện tích km2, dân số theo điều tra năm 2010 của Cục điều tra dân số Hoa Kỳ là 52.527 người, là thành phố lớn nhất quận. Thành phố có Sân bay Thành phố Lake Havasu